# 伊斯梅尔·哈姆达尼
伊斯梅尔·哈姆达尼（阿拉伯語：اسماعيل حمداني；1930年3月11日—2017年2月7日），阿爾及利亞政治家，1998年12月15日至1999年12月23日期間擔任阿爾及利亞總理一職。他出生在卡比爾的布阿拉里季堡省，並且是民族解放陣線成員。